# Institut Liszt, Centre Culturel Hongrois Paris
L’Institut Liszt Paris (en hongrois : Liszt Intézet Párizs) est un centre culturel qui fait partie du réseau des Instituts culturels hongrois appartenant au ministère du Commerce extérieur et des Affaires étrangères de Hongrie. 
L’objectif de l’Institut est de conserver et de promouvoir l’héritage culturel hongrois en France, d’enseigner la langue hongroise, de présenter la diversité de la culture et de la société hongroise, ainsi que de s’occuper des liens diplomatiques.

## Mission
La tâche principale de l’Institut Liszt consiste à diffuser et populariser la culture hongroise au sein du public français à travers de multiples manifestations culturelles, d’une part à l’Institut – parmi ses programmes figurent des expositions, des concerts, des projections de films, des soirées littéraires, des colloques – et d’autre part à l’extérieur, par le parrainage des projets culturels hongrois en France. 
L’Institut Liszt remplit également des fonctions scientifiques et éducatives. Il y a non seulement des cours de hongrois qui sont proposés, mais il fonctionne aussi comme centre d’examen (examen de langue ECL). Sa tâche est également de soutenir les relations avec les lecteurs hongrois qui travaillent dans l’enseignement supérieur en France, et d’organiser des conférences, des débats, des tables rondes et des présentations de livres.
Il participe à l’organisation des commémorations lors des fêtes nationales, et organise des activités pour enfants.
L’Institut Liszt collabore avec une multitude de partenaires français. Il participe à un grand nombre de projets nationaux et/ou spécifiquement parisiens, tels que le Mois de la photo, le Salon du livre, Lire en Fête, la Fête de la musique, le Forum des langues et le Forum des instituts culturels étrangers à Paris. Son rayonnement, par l’intermédiaire de ses partenaires régionaux (les établissements culturels et éducatifs, les consuls honoraires, les associations franco-hongroises, les villes jumelées) dépasse largement le cadre de la région parisienne et concerne l’ensemble de l’Hexagone. 
L’Institut Liszt fait également partie du réseau des Collegium Hungaricum (centre de recherche des Hongrois à l’étranger).

## Bâtiment

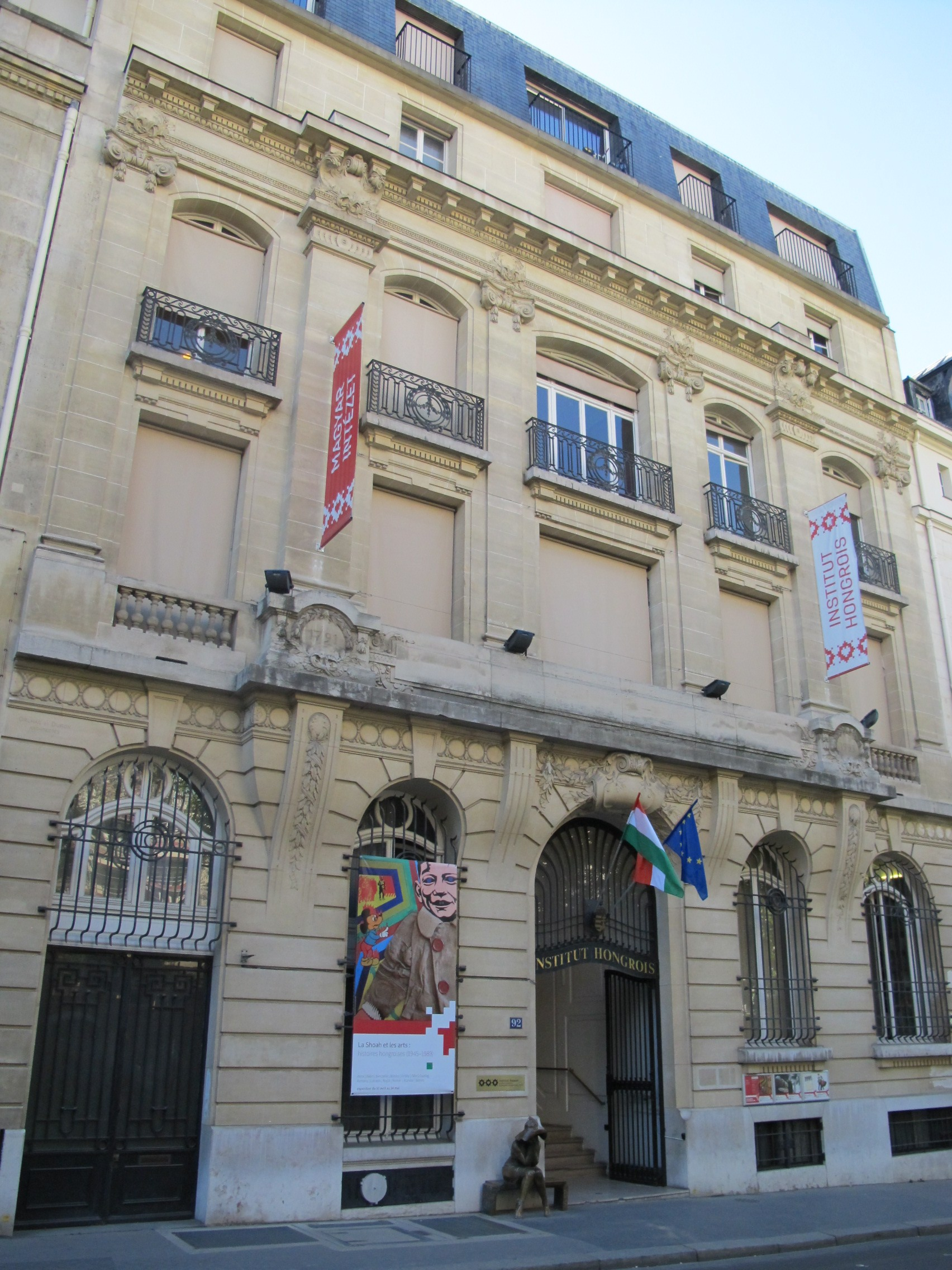
Façade du bâtiment, 92, rue Bonaparte.

L’Institut culturel hongrois réside dans un immeuble d’un des quartiers centraux de Paris, entre le jardin du Luxembourg et l'église Saint-Sulpice. Le visiteur est accueilli à l’entrée du bâtiment par une statue d’András Lapis (Sous le chapeau, dont l’original est à Szeged, Hongrie). Le bâtiment de 2 850 m2 dispose d’une bibliothèque, de deux galeries d’art, portant respectivement le nom de Victor Vasarely et d’André Kertész, d’une salle de cinéma de cinquante-cinq places, d’une salle de concert de cent quatre-vingt places et équipée d’un piano Steinway, ainsi que de deux salles de langue pour assurer les cours de hongrois.
La bibliothèque est la deuxième plus grande collection dans le domaine des études hongroises en France, avec presque 10 000 volumes, DVD et CD ; elle est ouverte au public.

## Histoire
Dans les années 1920, Kuno von Klebelsberg (en), ministre des Cultes et de l’Éducation publique, entreprend d’instaurer le réseau des instituts hongrois à l’étranger (« Collegium Hungaricum ») – c’est ainsi que les premiers instituts hongrois d'Europe sont constitués à Vienne, à Berlin et à Rome.
En 1928, le Bureau franco-hongrois de renseignements universitaires, qui peut être considéré comme le prédécesseur de l’Institut Liszt, est fondé sous la direction de Lipót Molnos (Müller). Le but de cette institution est alors de donner aide et orientation aux boursiers hongrois, surtout du point de vue de leurs études. Le Bureau commence à exercer ses fonctions dans deux pièces de l'Hôtel du Cèdre dans le Quartier latin. En 1931, il déménage au cinquième étage d’un immeuble de la rue Geoffroy-Saint-Hilaire.
À partir de 1934, le Bureau se trouve au 13 place du Panthéon et a déjà cinq pièces à sa disposition. Dès 1933, il est rebaptisé en Centre d'études hongroises en France. En 1941, il prend son nom actuel. Avant 1945, son dernier siège se trouve au 18 rue Pierre-Curie.  
Au milieu des années 1980, alors que Béla Köpeczi (en) est ministre de l'Éducation, l’État hongrois fait l’acquisition du bâtiment actuel de l’Institut hongrois. Après la rénovation de l’immeuble, l’Institut s’y installe en 1986. Jusqu’en 2008, le consulat de Hongrie a également siégé dans le bâtiment.

## Liste des directeurs
- 1928-1943 : Lipót Molnos (Müller)
- 1943-1948 : István Lajti
- 1949-1950 : László Dobossy
- 1950-1956 : Béla Koltai Kovács
- 1956-1959 : János Gergely
- 1959-1961 : László Gereblyés
- 1961-1966 : László Báti
- 1966-1968 : Ede Bene
- 1968-1973 : Tamás Lőrincz
- 1973-1976 : László Dobossy
- 1976-1980 : Márton Klein
- 1980-1986 : Zoltán Borha
- 1986-1990 : Pál Berényi
- 1990-1991 : Pál Pataki
- 1991-1994 : Árpád Vigh
- 1995-1998 : Bálint Kovács András
- 1999-2005 : Sándor Csernus
- 2005-2010 : András Ecsedi-Derdák
- 2011-2015 :  Balázs Ablonczy
- 2015-2019 : János Havasi
- 2019-2022 : Zita Bodnár
- Depuis 2022 : Adrienne Éva Burányi

## Sources
- Ignác Romsics, Francia-magyar kulturális kapcsolatok és a párizsi “Magyar Intézet” a két világháború között
- Histoire - Institut hongrois de Paris
- Ambassadors of Hungarian Culture, Cultural Institutes in the World (A magyar kultúra követei, kulturális intézetek a világban), Nemzeti Kulturális Örökség Minisztériuma, 2006.